# Hyloniscus beieri
Hyloniscus beieri là một loài chân đều trong họ Trichoniscidae. Loài này được Strouhal miêu tả khoa học năm 1955.